# Моравіца (комуна)
Моравіца (рум. Moravița) — комуна у повіті Тіміш в Румунії. До складу комуни входять такі села (дані про населення за 2002 рік):
- Гаю-Мік (195 осіб)
- Дежан (266 осіб)
- Моравіца (1040 осіб)
- Стамора-Джермане (892 особи)

Комуна розташована на відстані 391 км на захід від Бухареста, 56 км на південь від Тімішоари.

## Населення
За даними перепису населення 2002 року у комуні проживали 2393 особи.
Національний склад населення комуни:
| Національність | Кількість осіб | Відсоток |
| -------------- | -------------- | -------- |
| румуни         | 2086           | 87,2%    |
| угорці         | 122            | 5,1%     |
| цигани         | 64             | 2,7%     |
| німці          | 52             | 2,2%     |
| серби          | 48             | 2,0%     |
| українці       | 8              | 0,3%     |
| хорвати        | 8              | 0,3%     |
| болгари        | 3              | 0,1%     |
| словаки        | 2              | 0,1%     |

Рідною мовою назвали:
| Мова       | Кількість осіб | Відсоток |
| ---------- | -------------- | -------- |
| румунська  | 2140           | 89,4%    |
| угорська   | 112            | 4,7%     |
| німецька   | 43             | 1,8%     |
| сербська   | 39             | 1,6%     |
| циганська  | 38             | 1,6%     |
| українська | 8              | 0,3%     |
| хорватська | 8              | 0,3%     |
| болгарська | 3              | 0,1%     |
| словацька  | 2              | 0,1%     |

Склад населення комуни за віросповіданням:
| Релігія       | Кількість осіб | Відсоток |
| ------------- | -------------- | -------- |
| православні   | 1934           | 80,8%    |
| римо-католики | 356            | 14,9%    |
| п'ятдесятники | 64             | 2,7%     |
| баптисти      | 16             | 0,7%     |
| реформати     | 14             | 0,6%     |
| адвентисти    | 1              | < 0,1%   |
| мусульмани    | 1              | < 0,1%   |
| бретрени      | 1              | < 0,1%   |